# Kunzea ericoides
Kunzea ericoides (Maori: kānuka) is een soort uit de mirtefamilie (Myrtaceae). Het is een boom die een groeihoogte tot 18 meter kan bereiken. De schors is schilferig. Aan de uiteinden hangen de takken naar beneden. Aan de takken groeien naaldachtige heldergroene bladeren en in clusters zittende kleine witte bloemen. Uit de bladeren, bloemen en twijgen wordt een kleurloze tot geelgroene etherische olie gewonnen met een zware maar frisse kruidige geur.
De soort komt voor in het noordelijke deel van het Zuidereiland in Nieuw-Zeeland. Hij groeit daar ten noorden van de rivieren Buller River en Wairau River en komt het meest voor in het noordwesten van Nelson. De soort groeit langs kusten en in laaggelegen gebieden met struikgewas, in bossen en bosranden en verder ook in bergbossen.

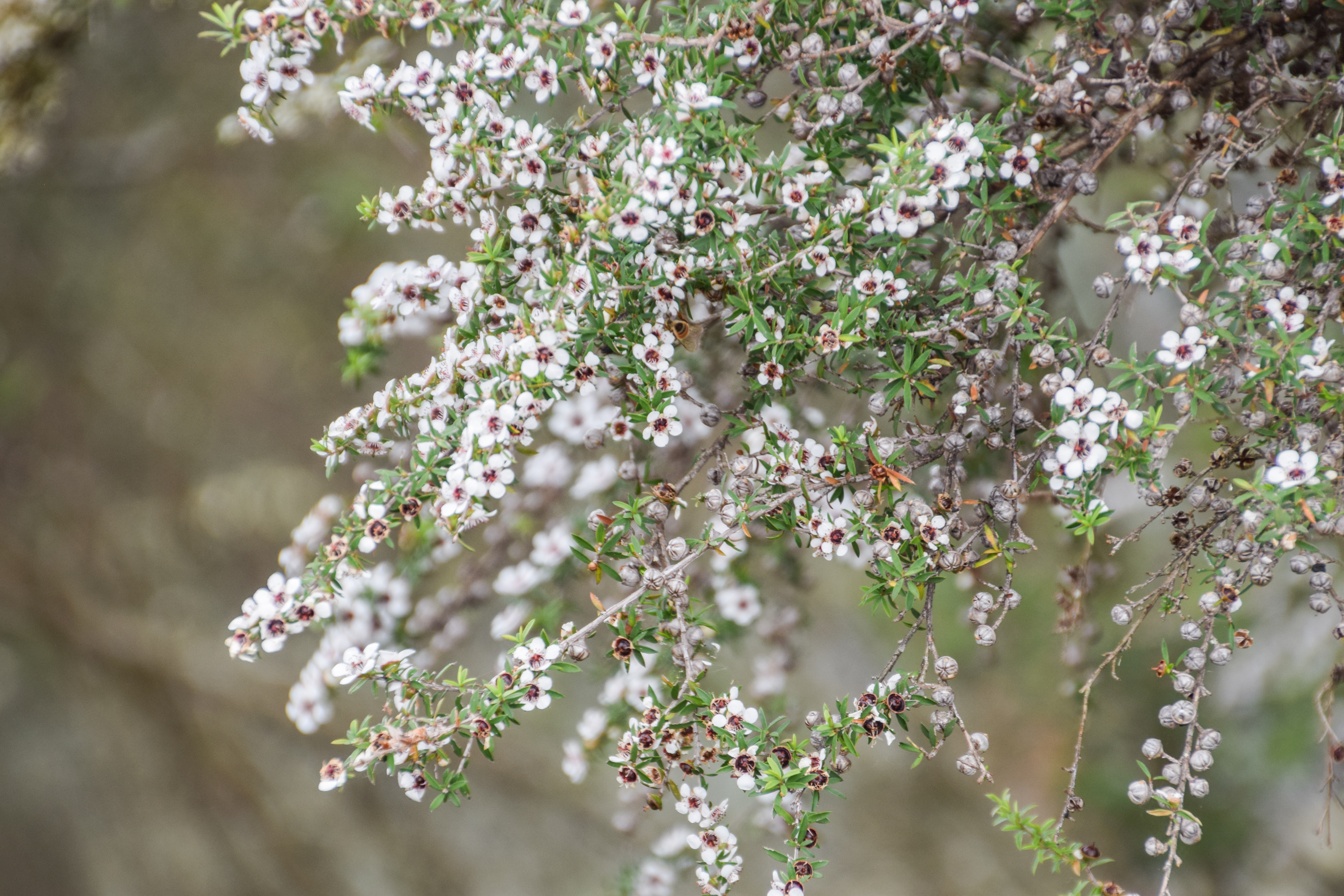
Met bloemen en bladeren bezette takken.

... · 
Acmena · 
Actinodium · 
Agonis · 
Allosyncarpia · 
Aluta · 
Angophora · 
Astartea · 
Astus · 
Babingtonia · 
Baeckea · 
Callistemom · 
Calytrix · 
Chamelaucium · 
Corymbia · 
Corynanthera · 
Cyathostemon · 
Darwinia · 
Enekbatus · 
Ericomyrtus · 
Eucalyptus (Eucalyptus) · 
Eugenia · 
Euryomyrtus · 
Feijoa · 
Homalocalyx · 
Homoranthus · 
Hypocalymma · 
Lamarchea · 
Leptospermum · 
Lophomyrtus · 
Malleostemon · 
Metrosideros · 
Micromyrtus · 
Myrceugenia · 
Myrciaria · 
Myrtus (Mirte) · 
Ochrosperma · 
Osbornia · 
Pileanthus · 
Pimenta · 
Psidium · 
Rinzia · 
Sannantha · 
Scholtzia · 
Syzygium · 
Thryptomene · 
Triplarina · 
Tristaniopsis · 
Verticordia · 
Waterhousea · 
Xanthostemon · 
...